# Romance (film, 1930)
Pour les articles homonymes, voir Romance.
Pour plus de détails, voir Fiche technique et Distribution.
Romance est un film américain réalisé par Clarence Brown, sorti en 1930.

## Synopsis
Rita Cavallini est une chanteuse d'opéra dont est tombé amoureux un futur évêque.

## Fiche technique
- Titre original : Romance
- Réalisation : Clarence Brown
- Scénario et dialogues : Bess Meredyth et Edwin Justus Mayer d'après une histoire d'Edward Sheldon
- Direction artistique : Cedric Gibbons
- Costumes : Adrian
- Photographie : William H. Daniels
- Montage : Hugh Wynn et Leslie F. Wilder (non crédité)
- Musique : William Axt (non crédité)
- Production : Clarence Brown (non crédité)
- Société de production et de distribution : MGM
- Pays : américain
- Langue : anglais
- Genre : Mélodrame romantique
- Format : Noir et blanc - 35 mm - 1,37:1 - Son : Mono (Western Electric Sound System)
- Durée : 76 minutes
- Dates de sortie :
  - États-Unis : 22 août 1930 (New York)
  - États-Unis : 26 août 1930 (sortie nationale)

## Distribution

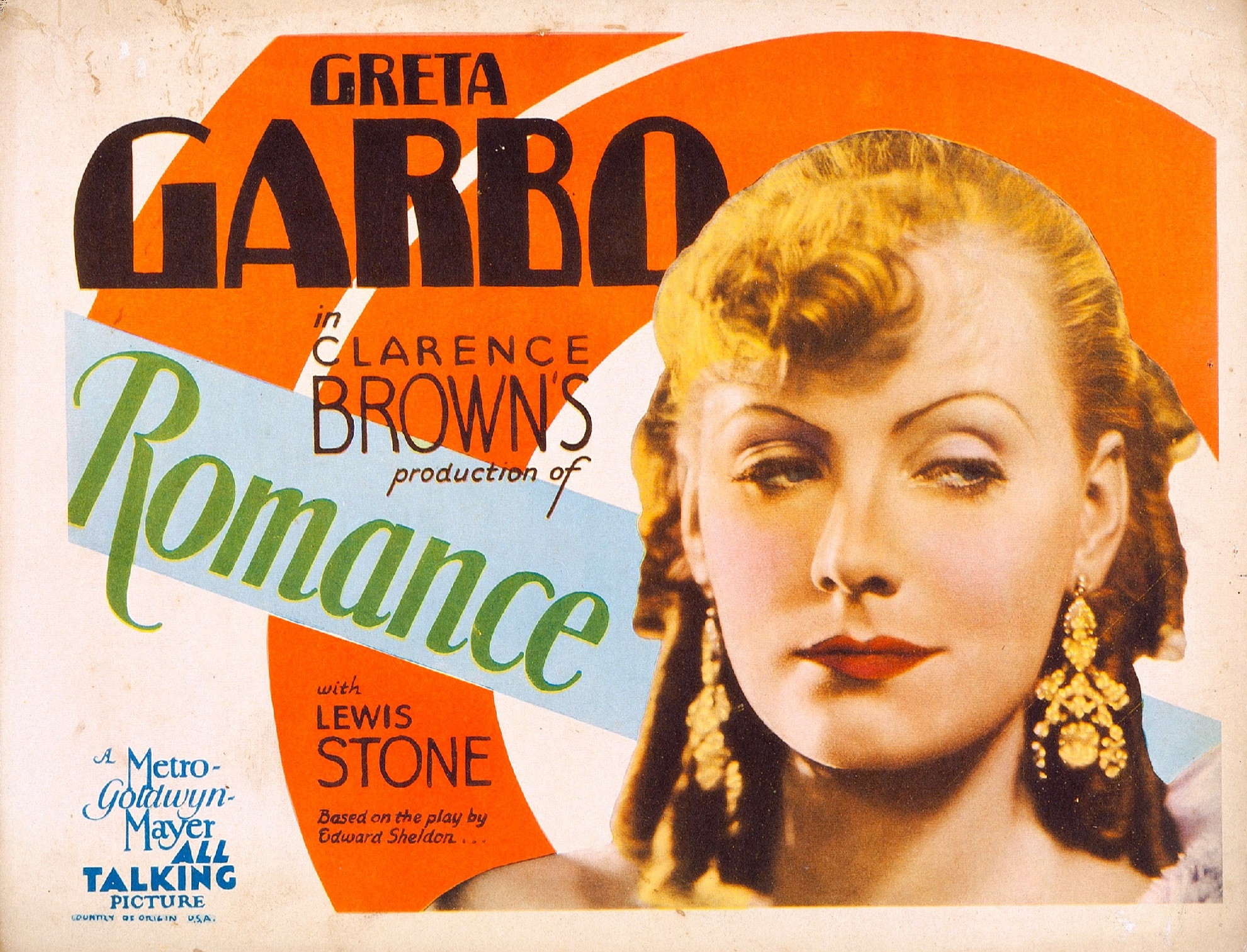
Greta Garbo, carte promotionnelle du film.

- Greta Garbo : Rita Cavallini
- Lewis Stone : Cornelius Van Tuyl
- Gavin Gordon : Tom Armstrong
- Elliott Nugent : Harry
- Florence Lake : Susan Van Tuyl
- Clara Blandick : Miss Armstrong
- Henry Armetta : Beppo
- Mathilde Comont : Vannucci
- Rina De Liguoro : Nina